# Grafen von Moosburg
Die Grafen von Moosburg (auch als Burghartinger bezeichnet) waren ein bayerisches Adelsgeschlecht mit Sitz in Moosburg an der Isar, das von 1055 bis 1281 nachweisbar ist.

## Abstammung
Als erster Graf von Moosburg wird Burkhard I. († nach 1060) erwähnt. Als dessen Vater gilt Burkhard von Cham, Graf an der oberen Amper. Die Mutter war wohl eine Tochter Bertholds II. von Dießen.
Dem Haus der Grafen von Moosburg entstammt der Salzburger kaiserliche Gegenerzbischof des Investiturstreites, Berthold  († nach 1106). Graf Burkhard V. starb 1162 bei der Belagerung von Mailand durch Friedrich Barbarossa. Burkhards Tochter Benedikta war mit einem wittelsbachischen Pfalzgrafen verheiratet. In der Folge ist um Moosburg spätestens seit 1179 eine territorial gefestigte Grafschaft festzustellen. Damals beerbte Konrad II. von Moosburg († 31. März 1218) zusammen mit den Wittelsbachern die um die obere große und kleine Laaber begüterten Grafen von Roning, deren Hauskloster Paring war, ein 1141 durch Gebhard von Roning gegründetes Augustinerchorherrnstift. Konrad III. von Moosburg ist urkundlich von 1217 bis 1245 nachgewiesen. Albert II. wird 1248 erstmals erwähnt († 15. April 1260). Wie alle Grafen von Moosburg übte er die Vogtei über das wichtige Kollegiatstift St. Kastulus aus.
Mit Konrad V. († 19. August 1281) starb das Geschlecht im Mannesstamm aus. Seine Witwe Sophia von Moosburg heiratete später Hartmann VI. von Kirchberg und Brandenburg. Der böhmische König Heinrich von Kärnten bestätigte 1308 die Schenkungen der Gräfin Sophia von Moosburg an das Kloster Seligenthal. Die Vogtei über das Kollegiatstift St. Kastulus fiel 1284 dem Wittelsbacher Heinrich XIII. als Herzog von Niederbayern zu.

## Besitz
Der Umfang der Grafschaft ergibt sich aus den Gebieten des späteren Landgerichts Moosburg mit der Herrschaft Au und des Landgerichtes Rottenburg, das die frühere Grafschaft Roning, den linken Isararm abwärts von Bruckberg bis Wörth a.d.Isar und das rechte Isarufer von Landshut aufwärts bis Loiching umfasste.

## Wappen
| Wappen von Moosburg an der Isar | Blasonierung: „Geteilt von Silber und Rot; oben zwei rote heraldische Rosen, unten eine silberne heraldische Rose, alle mit goldenen Butzen.“ |
| Wappen von Moosburg an der Isar | Wappengeschichte: Das Wappen der Stadt Moosburg an der Isar geht auf die 1281 im Mannesstamm erloschenen Grafen von Moosburg zurück, welche bis dato in Moosburg lebten. Nach Aussterben des Grafenhauses konnte die Stadt die drei Rosen für sich beanspruchen. Die älteste Abbildung des Wappens ist in der Ursulakapelle im Kastulusmünster zu sehen. Dort ziert es das Deckenfresko der ehemaligen Grablege der Grafen. Hier ist jedoch die Farbgebung umgekehrt. |